# Ralf for Real
Ralf for Real was een realitysoap over de Nederlandse zanger Ralf Mackenbach. De zevendelige serie werd in 2010 door de AVRO uitgezonden op Z@PP (Nederland 3).

## Programma
In het programma was te zien hoe het Ralf verging na zijn deelname aan het Junior Eurovisiesongfestival 2009. Ralf woonde tijdens deze opnames nog thuis bij zijn ouders (vader Ronald en moeder Heleen) en zijn twee broers (Roel en Rick).